# Bolitoglossa lincolni
Bolitoglossa lincolni é uma espécie de anfíbio caudado pertencente à família Plethodontidae, sub-família Plethodontinae.